# Mark Baker (animateur)
Pour les articles homonymes, voir Mark Baker (homonymie) et Baker.
Mark Baker, né en 1959 à Londres, est un réalisateur de films d'animation britannique.
Il a étudié à la National Film and Television School de Londres et travaille avec Neville Astley pour le studio d'animation londonien Astley Baker Davies (en).
La série Peppa Pig (La cochonne Peppa), série éducative pour les petits, narrant les aventures quotidienne de Peppa, une jeune truie et de toute sa famille, a été traduite dans de nombreuses langues, dont le chinois (《粉红猪小妹》). L'animation totalement numérique et vectorielle a également facilité son adaptation en jeu vidéo (Peppa Pig: Puddles Of Fun, CD-ROM pour PC ainsi que Peppa Pig: The Game sur console portable Nintendo DS).
Il participe à Jours d'hiver, coréalisé par 37 réalisateurs internationaux et dirigé par Kihachirō Kawamoto

## Filmographie
- 1988 : The Hill Farm, court métrage
- 1993 : The Village, court métrage
- 1998 : Jolly Roger, court métrage
- 1999 : Les Gros Chevaliers (anglais : The Big Knights), série TV en 13 épisodes
- 2003 : Jours d'hiver, long métrage d'animation cinématographique regroupant des courts métrages de différents réalisateurs.
- 2003-2019 : Peppa Pig, série TV en 420 épisodes
- 2007 : Le Petit Royaume de Ben et Holly (anglais : Ben and Holly's Little Kingdom), série de 104 épisodes
- 2016 : Les Aventures de Pingu (anglais : The Adventures of Pingu), série d'animation.

## Jeux vidéo
- Peppa Pig: Puddles Of Fun, CD-ROM pour PC
- Peppa Pig: The Game, Nintendo DS

## Récompenses
- The Hill Farm (la ferme de la colline) gagne le BAFTA (British Academy of Film and Television Arts) du court métrage d'animation.
- Peppa Pig, BAFTA 2005 : Meilleure animation pré-scolaire
- Peppa Pig "Mummy Pig at Work" (Maman cochon au travail), FIFA 2005 : Cristal pour une production TV